# Euphorbia fulgens
Euphorbia fulgens là một loài thực vật có hoa trong họ Đại kích. Loài này được Karw. ex Klotzsch mô tả khoa học đầu tiên năm 1834.

## Hình ảnh

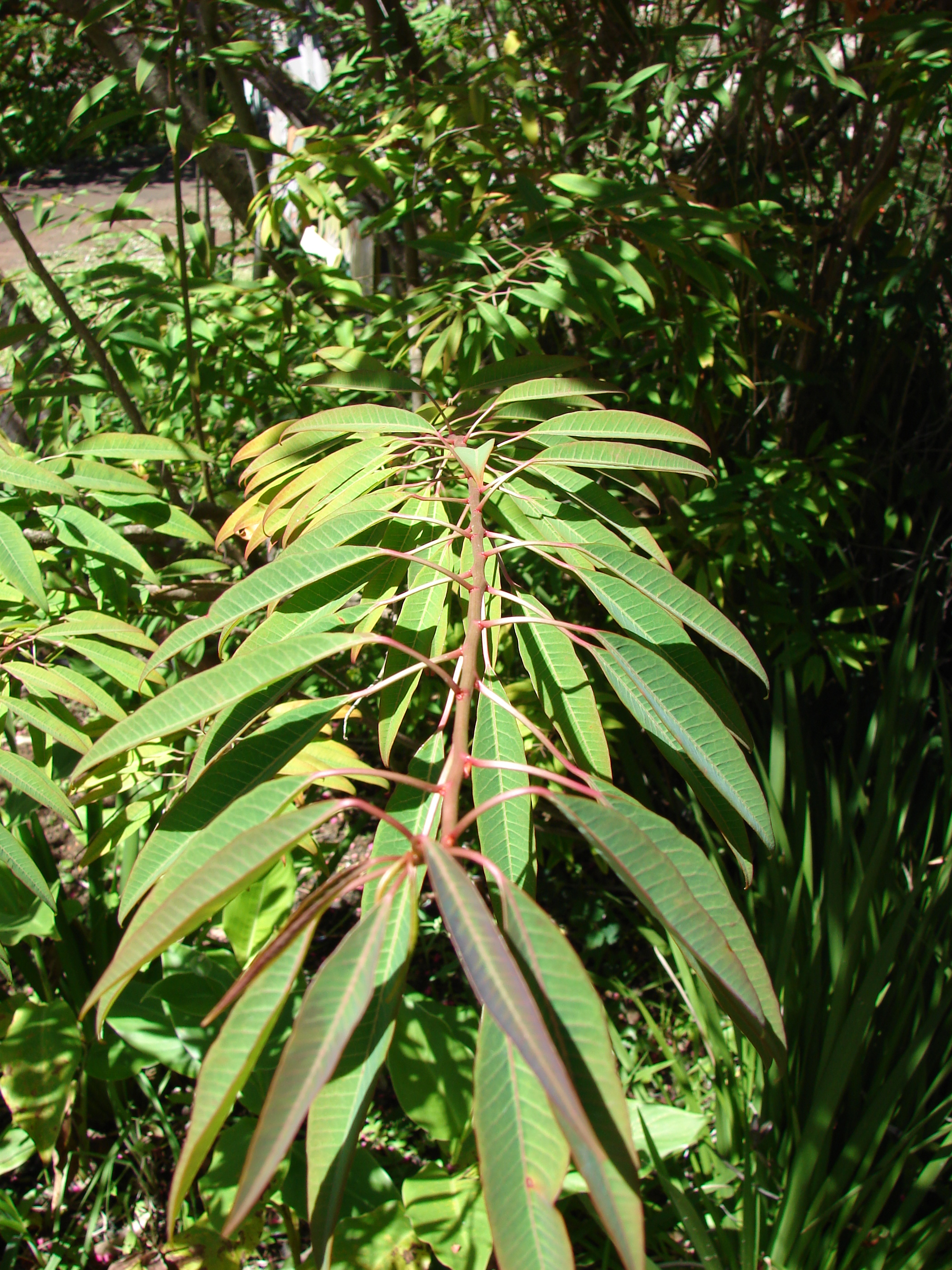
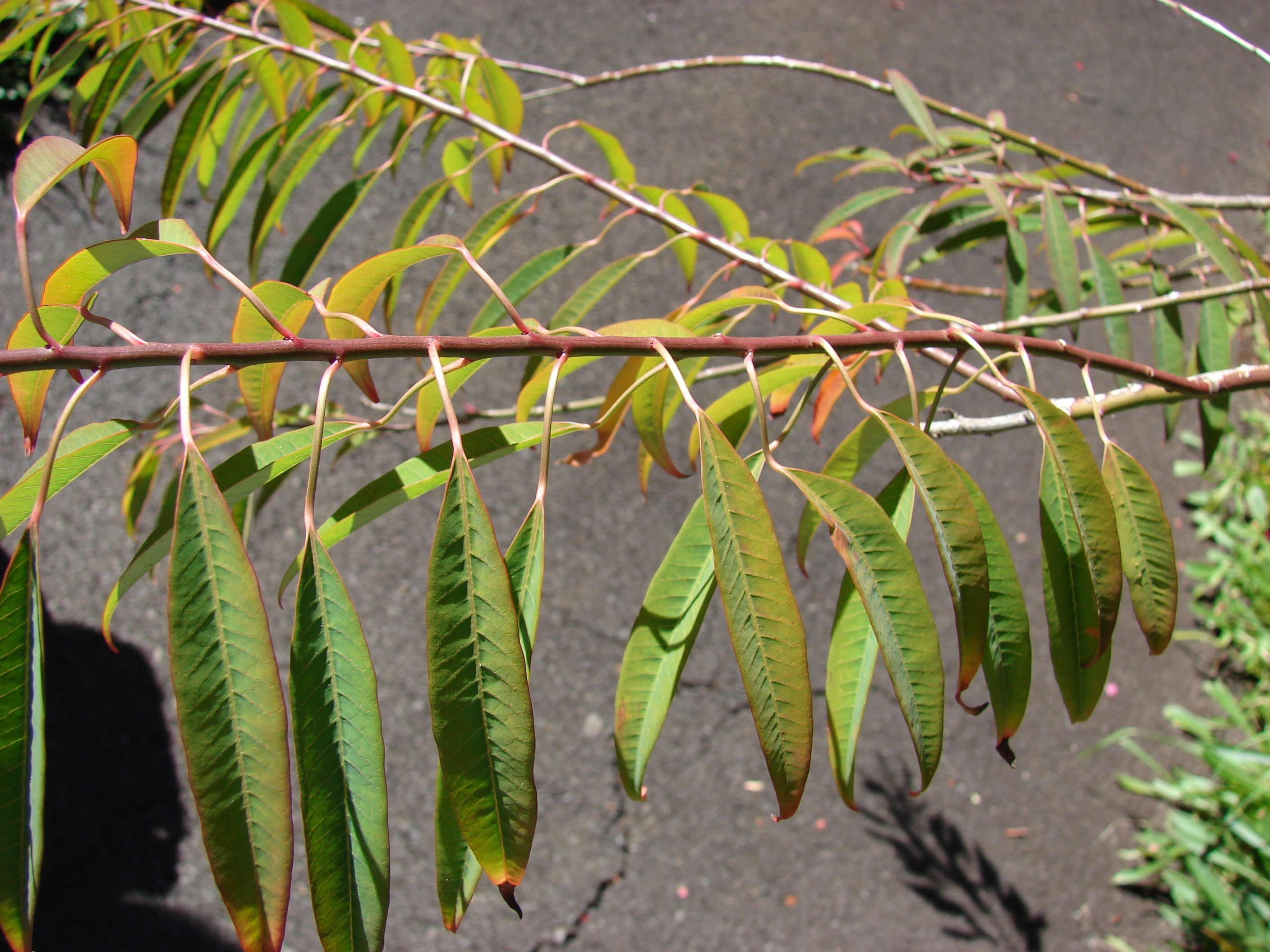